# الليبرالية في جنوب أفريقيا
تشتمل الليبرالية في جنوب أفريقيا على تقاليد وأحزاب مختلفة.
شكل الحزب المعتدل في جنوب أفريقيا وخلفه، الحزب المتحد، الحكومة عدة مرات، بين تشكيل للاتحاد وانتخاب الحزب الوطني في عام 1948. في عام 1959، شكل الحزب أعضاء الحزب الموحد الحزب التقدمي، الذي سبق التحالف الديمقراطي الحالي. في عام 1953 على نحو منفصل، تم تشكيل الحزب الليبرالي متعدد الأعراق والمناهض للفصل العنصري في جنوب أفريقيا، قبل حله في عام 1968.
ساهم العديد من مواطني جنوب أفريقيا بصورة بارزة في إرساء الليبرالية في البلاد.

## تاريخ

### جدول زمني

#### من الحزب التقدمي إلى الحزب الوحدوي
- 1890: تشكيل الحزب التقدمي.
- 1910: اندمج الحزب الشعبي الديمقراطي مع الحزب الدستوري من مستعمرة نهر أورانج، ومع التقدميين من جمهورية جنوب أفريقيا لتشكيل الحزب الاتحادي.
- 1920: اندمج الحزب الاتحادي مع حزب جنوب أفريقيا.

#### حزب جنوب أفريقيا
- 1911: تشكل حزب جنوب أفريقيا من مختلف الأحزاب السابقة للاتحاد، بقيادة لويس بوتا المعتدل، شكلت أول حكومة متحدة لجنوب أفريقيا. شملت قاعدة دعم الحزب جنوب أفريقيا ذوي البشرة البيضاء الناطقين باللغة الإنجليزية، الذين طوروا نمطًا دعم أكثر الساسة الأفارقة اعتدالًا لتجنب الهيمنة. أما جناح الحزب «الليبرالي» فتسلم قيادته جان هوفمير.[1]
- 1934: اندمج حزب جنوب أفريقيا مع الحزب المتحد.

#### الحزب المتحد
- 1934: تشكل الحزب المتحد استجابة لأزمة الكساد الكبير، إذ ضم حزب جان سموتس في جنوب أفريقيا ومعظم حزب باري هيرتزوغ الوطني.
- 1939: ترك هيرتزوغ الحزب وشكل انقسامًا بعد دخول جنوب أفريقيا في الحرب العالمية الثانية. أصبح الحزب يشبه على نحو متزايد حزب جنوب أفريقيا السابق.[2]
- 1948: خسر الحزب المتحد، بقيادة جان سموتس، في انتخابات عام 1948 لصالح الحزب الوطني الموحد. استند الحزب المتحد في برنامجه إلى توصيات لجنة فاغان، التي قررت أن الفصل التام أمر مستحيل، ودعت إلى تخفيف القيود المفروضة على هجرة الأفارقة السود إلى المناطق الحضرية. على العكس من ذلك، شن الحزب الوطني المتحد حملة على الفصل العنصري الكامل.[3][4]
- 1973: انفصل الحزب الديمقراطي عن الحزب الوطني.
- 1977: تشكل الحزب الديمقراطي والحزب الموحد حزب الجمهورية الجديدة.
- 1987: حل الحزب الديمقراطي الجديد، وذهب كثير من أعضائه إلى الحزب المستقل.
- 1988: اندمج الحزب الديمقراطي الجديد والحزب المستقل لتشكيل الحزب الديمقراطي.

#### الحزب الليبرالي لجنوب أفريقيا
- 1953: شكل آلان باتون حزب جنوب أفريقيا الليبرالي.
- 1968: حل حزب جنوب أفريقيا الليبرالي نفسه بدلًا من إطاعة القوانين التي تحرم الأحزاب السياسية متعددة الأعراق. تأثر القرار أيضا بحقيقة أن قيادة الحزب قد قضت عليها أوامر الحظر وغيرها من التدابير التقييدية، وبحقيقة أن العديد من الأنصار أجبروا على النفي.

#### من الحزب التقدمي إلى التحالف الديمقراطي
- 1959: انفصل الأعضاء الليبراليون في الحزب الموحد وشكلوا الحزب التقدمي الليبرالي. قاد الحزب البرلماني هيلين سوزمان.
- 1975: اندمج الحزب مع حزب الإصلاح بقيادة هاري شفارتز، أحد فصائل الحزب المتحد، وأصبح حزب الإصلاح التقدمي.
- 1977: عد حل الحزب الموحد، اندمج الأعضاء السابقون في حزب الشعب الجمهوري، الذي أعيدت تسميته الحزب الاتحادي التقدمي.
- 1987: استقال عضو البرلمان ويناند مالان من الحزب الحاكم احتجاجًا على سياسات بيتر ويليم بوتا. استقال سفير جنوب أفريقيا لدى المملكة المتحدة دينيس وورال من منصبه من أجل العودة إلى جنوب إفريقيا ومحاربة الفصل العنصري. شكل الاثنان الحزب المستقل الليبرالي وقاداه.
- 1988: اندمج الحزب الاتحادي التقدمي مع الحركة الديمقراطية الوطنية والحزب المستقل اللذين أسسا حديثًا لتشكيل الحزب الديمقراطي.
- 2000: اندمج الحزب الديمقراطي مع الحزب الوطني الجديد المحافظ في تحالف دعي «التحالف الديمقراطي».
- 2001: ترك الحزب الوطني الجديد التحالف، وبقي الحزب الديمقراطي حاضرًا حتى اليوم ضمن التحالف الديمقراطي.